# Cohors I Numidarum
Die Cohors I Numidarum [sagittariorum oder sagittaria] [equitata] (deutsch 1. Kohorte der Numider [der Bogenschützen] [teilberitten]) war eine römische Auxiliareinheit. Sie ist durch ein Militärdiplom, eine Inschrift und Arrians Werk Ἔκταξις κατ᾽ Ἀλανῶν belegt.

## Namensbestandteile
- Numidarum: der Numider. Die Soldaten der Kohorte wurden bei Aufstellung der Einheit auf dem Gebiet Numidiens rekrutiert.

- sagittariorum oder sagittaria: der Bogenschützen.

- equitata: teilberitten. Die Einheit war ein gemischter Verband aus Infanterie und Kavallerie.

Da es keine Hinweise auf den Namenszusatz milliaria (1000 Mann) gibt, war die Einheit eine Cohors quingenaria equitata. Die Sollstärke der Kohorte lag bei 600 Mann (480 Mann Infanterie und 120 Reiter), bestehend aus 6 Centurien Infanterie mit jeweils 80 Mann sowie 4 Turmae Kavallerie mit jeweils 30 Reitern.

## Geschichte
Die Kohorte war in den Provinzen Syria und Cappadocia (in dieser Reihenfolge) stationiert. Sie ist auf einem Militärdiplom für das Jahr 88 n. Chr. aufgeführt.
Der einzige Nachweis der Einheit in Syria beruht auf einem Diplom, das auf das Jahr 88 datiert ist. In dem Diplom wird die Kohorte als Teil der Truppen (siehe Römische Streitkräfte in Syria) aufgeführt, die in der Provinz stationiert waren. Die Kohorte wurde aber vermutlich schon bald nach 88 aus der Provinz abgezogen, da sie auf keinem der weiteren Militärdiplome für diese Provinz erscheint.
Zu einem unbestimmten Zeitpunkt wurde die Kohorte in die Provinz Cappadocia verlegt, wo sie im 2. Jhd. nachgewiesen ist. Sie war um 135 Teil der Streitkräfte, die Arrian für seinen Feldzug gegen die Alanen (ἔκταξις κατ᾽ Ἀλανῶν) mobilisierte. Arrian erwähnt in seinem Bericht eine Einheit unter dem Kommando eines Verus, die er als οι Νομαδες bezeichnet.
Möglicherweise ist die Einheit mit der Cohors I Nomidarum equitata identisch, die in dem in Ägypten gefundenen Papyrus P.Mich. VII 455b erwähnt wird, der auf die erste Hälfte des 3. Jhd. datiert wird.

## Standorte
Standorte der Kohorte sind nicht bekannt.

## Angehörige der Kohorte
Folgende Angehörige der Kohorte sind bekannt.

### Kommandeure
- Γαιος Τιμοκραρους ΦΛαβιανος, ein επαρχος (IGRR IV 964)
- Verus: er wird von Arrian als Kommandeur der Kohorte genannt.

## Weitere Kohorten mit der BezeichnungCohors I Numidarum
Es gab noch eine weitere Kohorte mit dieser Bezeichnung, die Cohors I Flavia Numidarum. Sie ist durch Militärdiplome von 97 bis 178 belegt und war in den Provinzen Moesia inferior und Lycia et Pamphylia stationiert.